# José Luis Castro Aguirre
José Luis Castro Aguirre (24 de junio de 1943-20 de enero de 2011) fue un ictiólogo mexicano.

## Biografía
Nació en Ciudad de México en 1943. Cursó estudios de posgrado en la Escuela Nacional de Ciencias Biológicas y el Instituto Politécnico Nacional, donde obtuvo una maestría en 1974 y un doctorado en 1986. Fue miembro fundador de la Sociedad Mexicana de Ictiología y el Sistema Nacional de Investigadores, que produjo alrededor de 150 publicaciones, centrándose principalmente en la taxonomía, la ecología y la biogeografía de los peces de México. Su libro Systematic catalog of marine fish entering inland waters of Mexico, with zoogeographical and ecological aspects, escrito en 1978, fue el primer catálogo de peces de estuario de México.
Trabajó en el Instituto Nacional de Pesca y la Organización de las Naciones Unidas para la Alimentación y la Agricultura en la década de 1960. Posteriormente fue profesor e investigador en la Escuela Nacional de Ciencias Biológicas, Universidad Autónoma Metropolitana (1979-1987), en el Centro Interdisciplinario de Ciencias Marinas (CICIMAR) (1976-1979, 1994-2011) y el Centro Noreste de Investigaciones Biológicas (1987-1994). Describió alrededor de una docena de especies de peces, incluyendo varias especies de tiburones. Un libro de trabajos de investigación en su honor fue producido en 2012 y conmemorado póstumamente en nombre de la especie Hypoplectrus castroaguirrei y Eugerres castroaguirrei.